# Freedom House
Freedom House és una organització no governamental amb seu a Washington DC i amb oficines a gairebé una dotzena de països. Condueix investigacions i promociona la democràcia, la llibertat política i els drets humans. Es descriu a ella mateixa com “una veu clara per a la democràcia i la llibertat al món”.
Des del 1972 que l'organització va mesurant els drets polítics i [llibertats civils] als estats de tots els països del món, incloent-hi els 35 països de les Amèriques, mitjançant una publicació anual Freedom in the Word (Llibertat al Món), així com l'estat de la llibertat de premsa a través de l'informe Freedom of the Press (Llibertat de Premsa). Addicionalment, Freedom House publica un estudi de governabilitat democràtica sobre seixanta països, el Countries at the Crossroads (Països entre l'espasa i la pared) que inclou 15 països llatinoamericans.